# Scaptomyza flava
Espèce
Scaptomyza flava est une espèce de Diptères de la famille des Drosophilidae.

## Répartition
Scaptomyza flava a une répartition holarctique, elle est présente couramment en Europe, en Asie et en Amérique du Nord et elle n'est découverte que récemment en Nouvelle-Zélande, où elle fut d'abord confondue avec un Agromyzidé mineur de feuilles. Le genre Scaptomyza contient des espèces trouvées sur tous les continents à l'exception de l'Antarctique.

## Classification
Scaptomyza flava appartient à l'ordre des Diptères, à la famille des Drosophilidae et au genre Scaptomyza avec environ 272 autres espèces. Scaptomyza est un genre monophylétique imbriqué dans la lignée paraphylétique des drosophiles qui comprend Drosophila mojavensis, Drosophila virilis et Drosophila grimshawi. Le genre Scaptomyza est frère ou paraphylétique par rapport au rayonnement hawaïen des drosophiles. Scaptomyza flava est un membre du sous-genre Scaptomyza, qui est le seul sous-genre de Scaptomyza connu à inclure des espèces mineuses de feuilles. Cependant, Scaptomyza flavella, dans le sous-genre Bunostoma, est une mineuse facultative des feuilles de Apium prostratum, mais les femelles adultes pondent leurs œufs dans les feuilles en décomposition et les feuilles vivantes sont donc attaquées par des larves qui se déplacent à partir des feuilles en décomposition.
Scaptomyza flava est décrit à l'origine comme Drosophila flava en 1823, mais est redécrit comme Scaptomyza flava lorsque le genre Scaptomyza est érigé (sur la base de différences morphologiques avec d'autres drosophiles, notamment des ailes plus longues par rapport à la longueur du corps). L'espèce fut précédemment appelée S. apicalis et S. flaveola. Le parent vivant le plus proche de S. flava est Scaptomyza montana, qui forme un clade frère de Scaptomyza nigrita. Plus éloigné du Scaptomyza graminum qui se nourrit de Caryophyllaceae.
Scaptomyza flava a pour synonymes :
- Scaptomyza apicalis Hardy, 1849
- Scaptomyza flaveola (Meigen, 1830)
- Scaptomyza (Scaptomyza) apicalis Hardy, 1849
- Scaptomyza (Scaptomyza) flava (Fallén, 1823)
- Drosophila flava Fallén, 1823
- Notiphila flaveola Meigen, 1830

## Cycle de vie
En captivité, la durée du cycle de vie de Scaptomyza flava est d'environ trois semaines, avec une période moyenne de croissance de l'œuf à l'adulte d'environ 20,52 jours. La durée du cycle de vie est plus de deux fois plus longue que celle des drosophiles se nourrissant de levures comme Drosophila melanogaster, une différence probablement due au fait que les feuilles sont moins nutritives et développent une puissante réponse de défense chimique contre les œufs et les larves mineuses des feuilles.
Comme les autres imagos femelles du sous-genre Scaptomyza, les ovipositeurs ont des valves très sclérotisées (durcies et foncées) qui sont parsemées de 20 à 30 sensilles en forme de dents. Les ovipositeurs dentés sont utilisés à la fois comme organe trophique et comme organe de ponte. Pour faire un trou, les femelles rampent jusqu'au côté inférieur de la feuille et, à l'aide de l'extrémité émoussée de l'ovipositeur, déplacent les deux valves d'un côté à l'autre, creusant un trou (également appelé pointillé) dans la feuille, laissant généralement l'épiderme supérieur intact. Une fois l'ovipositeur rétracté de la plaie, elles tournent dans le sens inverse des aiguilles d'une montre et étendent la trompe pour boire le jus qui s'infiltre dans la plaie. Les imagos adultes ont souvent l'abdomen vert en conséquence. Les œufs sont pondus dans des piqûres d'alimentation introduites dans la plante hôte par la femelle. Les larves éclosent environ 48 heures après que la femelle a déposé les œufs dans la piqûre. Une fois écloses, les larves se nourrissent du tissu mésophylle des feuilles et creusent une mine serpentine en se dirigeant vers le pétiole et créent une mine en forme de tache à mesure qu'elles mûrissent (une larve effectue deux autres mues) ou se déplacent vers une nouvelle feuille. La plupart des individus restent dans la même plante à travers plusieurs stades de développement. Les larves restent ensuite dans les feuilles ou se nymphosent dans le sol.
Scaptomyza flava participe à l'accouplement anisogamique, comme la plupart des animaux. Lorsque les mâles sont exposés aux femelles dans un environnement de laboratoire, il leur faut deux à trois minutes pour commencer les rituels d'accouplement. En général, un mâle s'approche d'une femelle et, dans une démonstration de cour, bat des ailes et touche son corps avec ses pattes avant. Les femelles deviennent alors immobiles tandis que le mâle la monte, et la copulation s'ensuit. La copulation ininterrompue dure généralement une vingtaine de minutes. Après l'accouplement, les mâles font vibrer leurs ailes et laissent la femelle derrière eux, ne montrant plus aucun intérêt.
Les parades nuptiales diffèrent en fréquence entre les mâles accouplés et les mâles vierges. Les mâles accouplés sont significativement plus susceptibles de pratiquer le comportement de parade nuptiale et de s'accoupler avec succès que les mouches vierges. Cela suggère que les mâles S. flava sont capables d'apprendre de leurs expériences d'accouplement précédentes. Ce comportement a également été signalé chez un parent éloigné D. melanogaster. En laboratoire, 90 % des mouches s'accouplent une ou deux fois, avec un pourcentage beaucoup plus faible s'accouplant trois fois ou plus. Les schémas d'accouplement de S. flava sont liés à leur rythme circadien.
Scaptomyza flava commence à pondre environ 2,7 jours après l'émergence, avec un pic de ponte se produisant entre cinq et dix jours après l'émergence. Au cours de sa vie, la femelle moyenne produit environ 130 œufs, dont environ 71 sont fécondés. La ponte et la fertilité atteignent leur maximum dans les cinq à dix premiers jours après l'émergence, avec environ 50 % des œufs viables pondus dans les 14 premiers jours à partir du moment où la femelle a commencé à pondre.

## Alimentation
Les larves de Scaptomyza flava sont des endoparasites herbivores car elles vivent, consomment et achèvent tout leur développement immature dans les feuilles des plantes vivantes. Les femelles adultes, comme celles des Agromyzidae, sont également herbivores, car elles créent des piqûres d'alimentation avec leurs ovipositeurs et se nourrissent des exsudats foliaires qui s'infiltrent dans les plaies.
Les larves de Scaptomyza flava dépendent des plantes vivantes comme source de nourriture, contrairement aux autres insectes herbivores qui peuvent digérer la matière végétale en décomposition. Les larves de Scaptomyza flava vivent et se nourrissent de plantes de la famille des Brassicales. La plupart des autres drosophiles se nourrissent d'un mélange de levures, de bactéries et de tissus végétaux en décomposition et peuvent être élevées sur des milieux contenant des levures, mais S. flava ne termine pas son développement sur ces milieux ou sur tout autre milieu testé. Le niveau trophique de S. flava est plus proche de celui d'un puceron se nourrissant de liquide, d'après des profils d'azote fortement appauvris. L'un des avantages de ce comportement est la protection contre les agents pathogènes, mais cela se fait au prix d'une sensibilité accrue aux attaques de parasitoïdes. D'autre part, la plante enregistre également une augmentation massive des concentrations chimiques défensives après avoir perçu une attaque de S. flava via la voie asmonate de la plante. En aval de la voie jasmonate se trouvent des gènes impliqués dans la biosynthèse des glucosinolates, qui sont régulés à la hausse après une attaque. Certains glucosinolates (aliphatiques) se décomposent en huiles de moutarde stables (isothiocyanates), qui persistent dans l'environnement (et se trouvent dans le wasabi), mais ce sont des molécules hautement électrophiles et toxiques qui se lient rapidement à l'ADN et aux résidus de cystéine et de lysine dans les cellules. S. flava et D. melanogaster utilisent tous deux la voie de l'acide mercapturique, comme les humains, pour détoxifier les huiles de moutarde. Cependant, les enzymes glutathion S-transférase des espèces Scaptomyza qui se nourrissent de Brassicales sont plus efficaces que toutes celles connues chez n'importe quel animal pour détoxifier les huiles de moutarde.
Les imagos femelles se nourrissent également des mêmes plantes que les larves. Cependant, au lieu de les manger de l'intérieur, elles se nourrissent des sécrétions végétales induites par les piqûres qu'elles font avec leurs ovipositeurs.
Les analyses phylogénétiques moléculaires suggèrent que l'herbivorie n'a évolué qu'une seule fois dans le genre Scaptomyza. D'autres espèces de la famille des Drosophilidae ont une forte affinité pour détecter les odeurs de levure, un trait que S. flava a perdu au cours de l'évolution car sa lignée a perdu trois gènes codant des récepteurs olfactifs qui sont connus chez D. melanogaster pour être réglés sur les esters aliphatiques produits par la levure. Lorsque les gènes codant ces récepteurs sont désactivés chez D. melanogaster, les mouches peuvent ne pas s'orienter correctement vers ces substances volatiles. La perte de la capacité à détecter la levure est associée à des événements évolutifs conduisant à l'évolution de l'herbivorie. Les imagos femelles de S. flava sont attirées par les huiles de moutarde volatiles, comme la plupart des spécialistes des plantes Brassicales, qui ont coopté ces produits chimiques toxiques comme indicateurs de leurs plantes hôtes. Les récepteurs olfactifs codés par les gènes Or67b récemment dupliqués qui ont évolué rapidement dans la lignée S. flava se sont révélés être adaptés aux huiles de moutarde volatiles, qui sont émises par les plants de Brassicales blessés. Un phénomène similaire s'est produit indépendamment chez la teigne des crucifères Plutella xylostella. Lorsqu'un de ces OR, Or67b, est exprimé dans deux circuits olfactifs différents chez D. melanogaster, les mouches sont attirées par les huiles de moutarde, ce qui n'est pas typique pour D. melanogaster. Cela suggère que l'Or67b de S. flava, lorsqu'il est exprimé artificiellement chez un parent éloigné qui se nourrit de levure dans les fruits en décomposition, peut entraîner un comportement d'attraction pour les huiles de moutarde, expliquant peut-être comment la spécialisation sur les plantes toxiques peut se produire par de simples changements génétiques. Le salicylate de méthyle, un dérivé de l'hormone végétale omniprésente acide salicylique, est également connu pour attirer les mouches S. flava dans les pièges en Nouvelle-Zélande. S. flava n'est pas capturé dans les pièges appâtés avec des bananes et de la levure. La plupart des drosophiles, en particulier ceux associés aux fruits en décomposition, rencontrent l'éthanol et ont développé des mécanismes pour le tolérer et même l'utiliser pour combattre les parasitoïdes. Bien que les drosophiles soient vecteurs de levure et puissent être mutualistes, les plantes attaquées par Scaptomyza sont endommagées par ces mouches. En conséquence, elles montent une défense chimique rapide pour rendre la nourriture et l'habitat un environnement inhospitalier après la détection d'une blessure. Lorsque les voies du jasmonate ou du glucosinolate sont désactivées dans les plantes hôtes, les larves de S. flava fonctionnent mieux, ce qui suggère que ces voies sont impliquées dans un certain niveau de résistance aux mouches. À l’inverse, lorsque les plantes sont prétraitées au jasmonate, les larves se portent moins bien.
Les espèces S. flava et Scaptomyza nigrita ont développé la capacité de métaboliser partiellement les produits d'hydrolyse des glucosinolates, qui comprennent les isothiocyanates, qui sont des substances chimiques toxiques synthétisées par les plantes de moutarde et leurs parents comme mécanisme de défense. D'autres espèces de la famille des Drosophilidae sont largement incapables de surmonter ces toxines. Les glucosinolates jouent un rôle dans la régulation des gènes liés au stress chez S. flava, ce qui est différent des systèmes spécialisés que d'autres herbivores ont développés pour contourner l'effet toxique du produit chimique.

## Mutualisme
Les imagos femelles et les larves de Scaptomyza flava inoculent des bactéries à leurs plantes hôtes pour faciliter le processus d'alimentation. Plus précisément, S. flava peut introduire Pseudomonas syringae dans la plante hôte, ce qui interfère avec les défenses anti-herbivores de la plante hôte. Les femelles adultes et les larves sont capables d'agir comme vecteurs bactériens. Les larves de Scaptomyza flava préfèrent non seulement manger des plantes infectées par P. syringae, mais il a été démontré qu'elles se développent plus rapidement lorsqu'elles se nourrissent de plantes infectées. Le parent S. nigrita a une association complexe avec les bactéries de la phyllosphère, qui comprend probablement des antagonismes, des mutualismes et des commensalismes entre la mineuse des feuilles et les microbes.

## Plantes hôtes
La larve se nourrit des feuilles des plantes suivantes :
- Aethionema
- Alliaria petiolata
- Alyssum
- Anastatica hierochuntica
- Anthyllis vulneraria
- Arabidopsis arenosa
- Arabidopsis thaliana
- Arabis alpina
- Arabis glabra
- Arabis hirsuta
- Armoracia rusticana
- Aubrieta deltoidea
- Barbarea stricta (de)
- Barbarea vulgaris
- Berteroa incana
- Biscutella
- Brassica napus
- Brassica nigra
- Brassica oleracea
- Brassica rapa
- Braya
- Bunias erucago
- Bunias orientalis
- Cakile maritima
- Calepina irregularis
- Camelina
- Capsella bursa-pastoris
- Capsella rubella (de)
- Cardamine amara
- Cardamine bulbifera
- Cardamine enneaphyllos
- Cardamine glanduligera (cs)
- Cardamine hirsuta
- Cardamine impatiens
- Cardaria draba
- Cleome spinosa (es)
- Cochlearia danica
- Cochlearia officinalis
- Conringia orientalis
- Crambe cordifolia
- Crambe koktebelica (sv)
- Crambe maritima
- Crambe tataria
- Diplotaxis muralis
- Diplotaxis tenuifolia
- Draba
- Eruca
- Erucaria (es)
- Erucastrum
- Erysimum cheiranthoides
- Erysimum cheiri
- Erysimum sylvestre (it)
- Euclidium (en)
- Fibigia (sv)
- Heliotropium amplexicaule
- Hesperis matronalis
- Hirschfeldia incana
- Hypochaeris radicata
- Iberis amara
- Iberis odorata (sv)
- Iberis pinnata (sv)
- Iberis sempervirens
- Isatis tinctoria
- Lepidium cartilagineum (de)
- Lepidium didymum
- Lobularia maritima
- Lunaria annua
- Malcolmia africana (en)
- Matthiola incana
- Medicago
- Moricandia arvensis
- Myagrum perfoliatum
- Nasturtium officinale
- Neslia
- Noccaea brevistyla (sv)
- Noccaea perfoliata
- Peltaria (sv)
- Pisum sativum
- Polanisia dodecandra
- Raphanus raphanistrum
- Raphanus sativus
- Reseda alba
- Reseda crystallina (sv)
- Reseda lutea
- Reseda muricata
- Reseda odorata (de)
- Rorippa amphibia
- Rorippa palustris
- Sinapis alba
- Sinapis arvensis
- Sisymbrium altissimum
- Sisymbrium officinale
- Sisymbrium orientale (de)
- Sisymbrium supinum
- Teesdalia nudicaulis
- Thlaspi arvense
- Trigonella
- Tropaeolum majus
- Tropaeolum peregrinum
- Zilla spinosa